# La-Spezia-Affäre
Die La-Spezia-Affäre war ein Ereignis während der illegalen Einwanderung im Jahr 1946, in deren Folge 1014 jüdische Holocaust-Überlebende und Displaced Persons legal nach Palästina einwandern konnten. Die Affäre hatte Auswirkungen bis hin zur Aufgabe des Völkerbundsmandats, die Ende 1947 zum UN-Teilungsbeschluss für Palästina führte.

## Vorgeschichte
Die italienische Hafenstadt La Spezia war zwischen 1945 und 1948 ein wichtiger Ausgangspunkt für die illegale Einwanderung nach Palästina. Die Gesamtzahl der über Italien nach Palästina ausgereisten Juden wird auf etwa 21.000 Personen geschätzt, die mit 35 Flüchtlingsschiffen von Italien aus abfuhren. Italien war für die Alija Bet aus mehreren Gründen besonders geeignet. Aufgrund der Kriegsschäden und hohen Arbeitslosigkeit war keine Infrastruktur vorhanden, um die Flüchtlingsströme zu versorgen. Eine baldige Weiterreise der Flüchtlinge war daher willkommen und wurde begünstigt. Zudem war Italien als Kriegsverlierer von ungeliebten Besatzungsmächten kontrolliert. Die Unterstützung der jüdischen Flüchtlinge trotz der bekannten Position der britischen Besatzungsmacht war daher eine Gelegenheit der gelebten Opposition. Weiterhin litten viele Italiener unter den Folgen des Faschismus und waren wie die Flüchtlinge Opfer deutscher Kriegsverbrechen, was eine emotionale Verbrüderung mit den Juden unterstützte.
Trotz der großen Anzahl jüdischer Flüchtlinge fanden die Aktionen verdeckt und im Großen und Ganzen unbemerkt statt. Als im April 1946 die beiden Schiffe Fenice als Hagana-Schiff Eliahu Golomb und Fede als Dov Hoz im Hafen von La Spezia für die Aufnahme der Flüchtlinge bereitlagen, wurden einige Aktivitäten des Mossad le Alija Bet von der Bevölkerung bemerkt. Dies führte zu einem zunehmenden Gemunkel und Spekulationen über die Vorgänge im Hafen. Die häufigste Variante war, dass eine Gruppe italienischer Faschisten versuchen würde, das Land zu verlassen und sich nach Spanien abzusetzen. Als die lokalen Behörden von den Gerüchten Kenntnis erhielten, wurde den Flüchtlingskonvois aufgelauert, die mit LKWs aus verschiedenen Sammellagern die Flüchtlinge nach La Spezia brachten. Die italienische Polizei setzte insgesamt 38 LKWs mit rund 1000 Auswanderern sowie einigen italienischen Fluchthelfern fest. Die LKWs waren gestohlene britische Militärfahrzeuge.
Die Behauptung, der Konvoi wäre eine geheime britische Militäraktion, zerstreute keineswegs den Argwohn der Behörden. Deshalb wurden die jüdischen Flüchtlinge zunächst verhaftet und der britische Geheimdienst in Italien kontaktiert. Als jedoch das Gerücht der flüchtenden Faschisten eindeutig widerlegt war (unter anderem, indem einige Juden ihre tätowierte KZ-Nummer auf dem Arm zeigten), wurden sie wieder freigelassen und am 8. April an Bord der wartenden Schiffe gebracht. Die Fluchtaktion war jedoch schon enttarnt und die britischen Behörden informiert.

## Die La-Spezia-Affäre
Durch die Enttarnung wurde die Öffentlichkeit in großem Stil auf die Aktion aufmerksam. Was zuvor durch die Gerüchte eher Argwohn verursachte, schlug nun in der öffentlichen Meinung in Sympathie für die jüdischen Flüchtlinge um. Die Möglichkeit, mit der Unterstützung der Juden der unbeliebten britischen Besatzungsmacht in Italien „eins auszuwischen“, verstärkte die Welle der Sympathie in der Bevölkerung. Die britische Verwaltung versuchte mit allen Mitteln, die Abfahrt der Flüchtlingsschiffe zu verhindern. Britische Kriegsschiffe errichteten vor dem Hafen von La Spezia eine Blockade, um die Flüchtlingsschiffe am Auslaufen zu hindern. Zudem wurde auf die italienischen Behörden starker politischer Druck ausgeübt, weiterhin begaben sich britische Soldaten an Bord der Schiffe, um die Deportation vorzubereiten.
Yehuda Arazi, der Leiter des Mossad le Alija Bet in Italien, begab sich an Bord der Fede und übernahm die Leitung im Widerstand gegen die britische Blockade. Major Hill vom britischen Geheimdienst wollte die Schiffe evakuieren lassen, erhielt jedoch keine Unterstützung von der italienischen Polizei sowie klaren Widerstand seitens der Juden. Arazi drohte, das Schiff zu sprengen, sollten britische Soldaten versuchen, jüdische Flüchtlinge von Bord zu holen. Zudem erklärte Arazi ausdrücklich, die Sicherheit britischer Soldaten an Bord nicht sicherstellen zu können, so dass sie die Schiffe zu verlassen hätten. Von Bürgern von La Spezia kam es immer wieder zu pro-jüdischen und anti-britischen Kundgebungen im Hafen, worüber zuerst in der lokalen, nach kurzer Zeit auch in der nationalen Presse wie z. B. der Corriere della Sera berichtet wurde. Arazi nutzte diese Situation und gab tägliche Pressekonferenzen, in denen er unter anderem auch die Freilassung der Italiener forderte, die als Fluchthelfer tätig waren. In der Presse wurde das Schicksal der jüdischen Flüchtlinge aufgegriffen, angefangen beim Holocaust über den Überlebenskampf in den Lagern bis zu der Hoffnung auf eine jüdische Heimat in Palästina.
Die Auseinandersetzung spitzte sich am 25. April durch eine Demonstration in La Spezia gegen die britische Blockade weiter zu, an deren Spitze jüdische Demonstranten der beiden Schiffe mitliefen. Als weitere Maßnahme wurde ein Hungerstreik der jüdischen Flüchtlinge angesetzt, um die Briten zur Aufgabe zu zwingen. Durch die Anwesenheit der Medien wurde die Affäre inzwischen weltweit bekannt. Zusätzlich suchte Arazi aktiv Hilfe und Unterstützung bei großen Personen der Zeit, u. a. bei Stalin. Zahlreiche Prominente brachten ihre Sympathie für die Juden durch Unterstützungstelegramme sowie durch Eingaben beim britischen Botschafter in Rom zum Ausdruck. Die Briten verloren zusehends den Kampf um die öffentliche Meinung und gerieten immer mehr unter Druck. Deshalb besuchte Sir Harold Laski, Vorsitzender der Labour Party, La Spezia. Er versprach öffentlich, sich für die Belange der Juden bei Attlee und Bevin einzusetzen. Diese Zusage Laskis führte zu einem Aussetzen des Hungerstreiks. Arazi führte derweil den Kampf um die öffentliche Meinung weiter und organisierte Empfänge für Würdenträger und einflussreiche Persönlichkeiten aus Politik und Militär im Hafen von La Spezia. Dabei wurde ein italienischer Polizeioffizier mit einer Ehrenmedaille ausgezeichnet, der wegen Fluchthilfe für die Juden unter Arrest gestanden hatte.
Die Briten wollten zuerst nur die Hälfte der Juden legal nach Palästina einreisen lassen, die andere Hälfte sollte zurück in ihre europäischen Herkunftsländer. Das wurde von den Flüchtlingen nicht akzeptiert, und der Hungerstreik wurde wieder aufgenommen. In einer Pressekonferenz verkündete Arazi den Beschluss der Flüchtlinge, dass sie lieber vor den Augen der Welt Suizid begehen wollten, als dass sie ihr Ziel Palästina aufgeben würden. Damit waren die jüdischen Flüchtlinge in La Spezia radikaler als die zionistischen Führer in Palästina, die sich, um Menschenleben zu bewahren, für einen Kompromiss aussprachen. Schlussendlich lenkten die Briten ein und versprachen die legale Einreise aller 1014 Flüchtlinge nach Palästina. Allerdings würde diese Zahl von der im Weißbuch von 1939 festgelegten jährlichen Quote der legalen Einreise nach Palästina abgezogen. Da der Mossad le Alija Bet eine solche Quote grundsätzlich ignorierte, hatte dies auf die weiteren Einwanderungsbemühungen keinen Einfluss.
Am 8. Mai verließen die Dov Hoz und die Eliahu Golomb La Spezia mit Ziel Haifa, das sie am 13. Mai 1946 erreichten. Arazi setzte sich heimlich ab und kehrte zu seiner Untergrundarbeit in Italien zurück. Später erhielt Yehuda Arazi für sein Engagement in der Affäre die erste Ehrenmedaille für Verdienste bei der illegalen Einwanderung.

## Folgen
Durch die Affäre war das Bild der britischen Politik in der Weltöffentlichkeit angeschlagen. Eine weitere Beschädigung erlitt das Ansehen Großbritanniens ein Jahr später im Zuge der Exodus-Affäre. Beide Affären hatten großen Anteil an der Mandatsaufgabe Großbritanniens.
Nach der La-Spezia-Affäre wurden weitere Flüchtlingsschiffe oft von Journalisten an Bord begleitet, bzw. zumindest aus der Nähe beobachtet. Die beiden beteiligten Schiffe konnten unbehelligt nach Italien zurückkehren, nachdem die Flüchtlinge in Haifa von Bord gegangen waren. Die Fede unternahm unter dem Hagana-Codenamen Arba Cheruyot Ende August eine weitere Fahrt nach Palästina, ebenso im Oktober die Fenice als Bracha Fuld. Beide Schiffe wurden bei ihrer Ankunft von den Briten aufgebracht und die Passagiere in Britisch-Zypern interniert.
Die Stadt La Spezia erhielt wegen ihrer besonderen Rolle in der Bricha den Titel „Tor nach Zion“ (Schaar Zion). Als solches ist die Stadt in manchen israelischen Karten markiert. Auch die Exodus war mit La Spezia verbunden, da das Schiff im nahegelegenen Hafen von Porto Venere zum Flüchtlingsschiff umgebaut wurde, bevor sie nach Sète fuhr um die Menschen an Bord zu nehmen.

### Exoduspreis
In Erinnerung an die beiden Affären wird jährlich in La Spezia der Exoduspreis als Anerkennung für interkulturelle Solidarität verliehen, in Andenken an die Zivilcourage und Tapferkeit der jüdischen Flüchtlinge sowie der Bürger La Spezias.
Zu den Preisträgern gehören unter anderem Moni Ovadia, Tullia Zevi, Elio Toaff, Amos Luzzatto, Predrag Matvejević, Jossi Harel, David Grossmann und Massimiliano Fuksas.

## Trivia
Die Elemente der La-Spezia-Affäre, der Hungerstreik und die letztendlich legale Einreise nach Palästina, wurden sowohl in Leon Uris’ Roman Exodus wie auch im gleichnamigen Film mit der Geschichte der Exodus vermengt. Yehuda Arazi, eine der wichtigen Personen der Jewish Agency in Italien und stark in die Geschehnisse der La-Spezia-Affäre eingebunden, stellte auch das Vorbild für Uris Romanfigur Ari Ben Kanaan.